# Bossen en vochtige gebieden van de Molenbeekvallei in het noordwesten van het Brussels Gewest
De Bossen en vochtige gebieden van de Molenbeekvallei in het noordwesten van het Brussels Gewest is een Europees beschermd Natura 2000-habitatrichtlijngebied in het Brussels Hoofdstedelijk Gewest (Jette, Ganshoren). Het gebied heeft een totale oppervlakte van 116 hectare. Het gebied bestaat voornamelijk uit kalkrijke bossen met voorjaarsflora (Poelbos, Laarbeekbos, Dielegembos) en moerasgebieden (Moeras van Jette, Moeras van Ganshoren) in de vallei van de Molenbeek-Pontbeek.

## Natura 2000-deelgebieden
Dit gebied is onderverdeeld in de volgende 5 Natura 2000-deelgebieden:
1. Poelbos
2. Laarbeekbos
3. Dielegembos
4. Moeras van Jette (deel van het Koning Boudewijnpark)
5. Moeras van Ganshoren

## De belangrijke natuurlijkehabitattypes
- 3150 Van nature eutrofe meren
- 6430 Voedselrijke zoomvormende ruigten van het laagland
- 6510 Laaggelegen schraal hooiland
- 7220* Kalktufbronnen met tufsteenformatie
- 9120 Atlantische Zuurminnende beukenbossen
- 9160 Eiken-haagbeukenbossen behorend tot het Carpinion betuli
- 91E0* Bossen op alluviale grond met Alnus glutinosa en Fraxinus excelsior

## Afbeeldingen

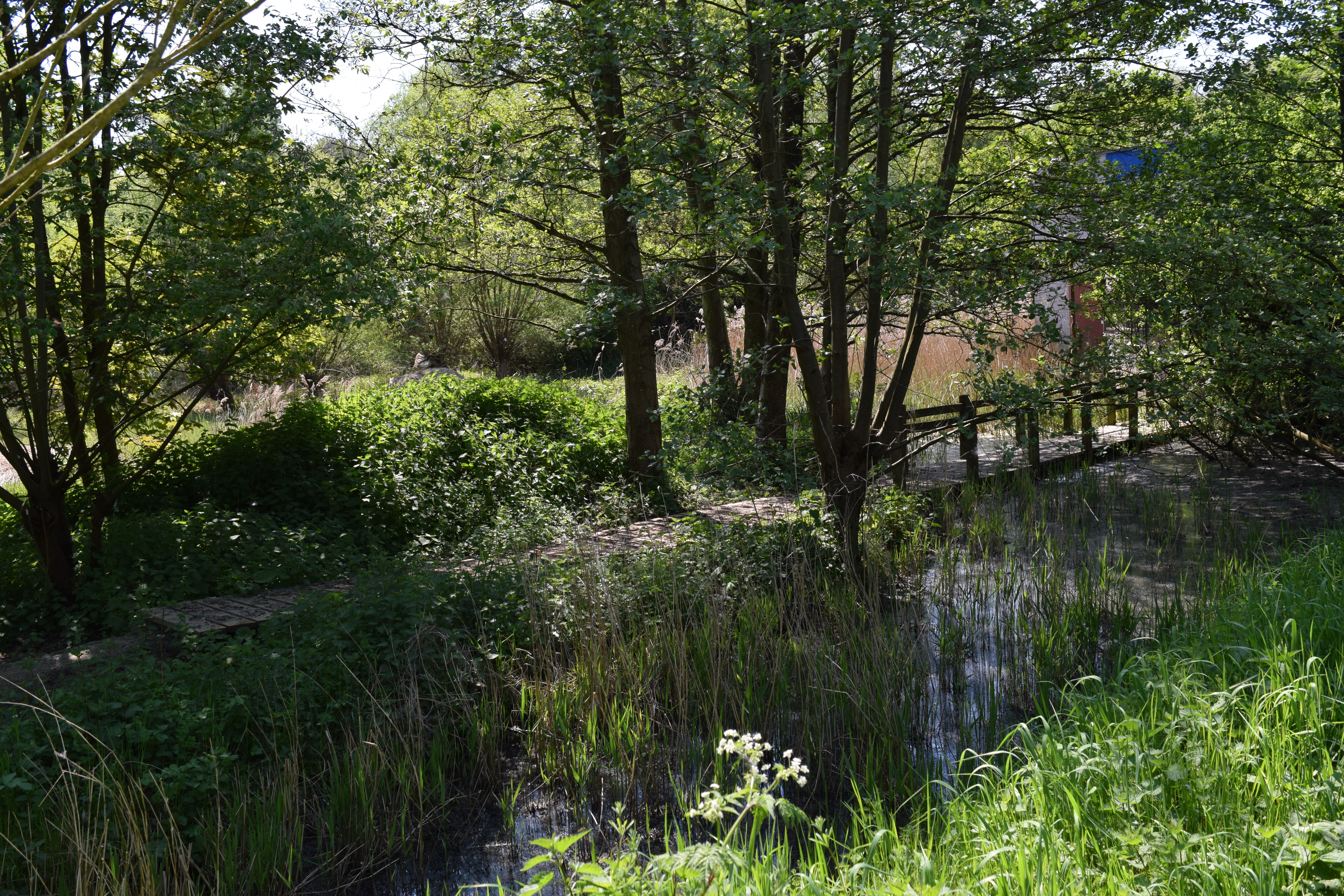
Moeras van Jette
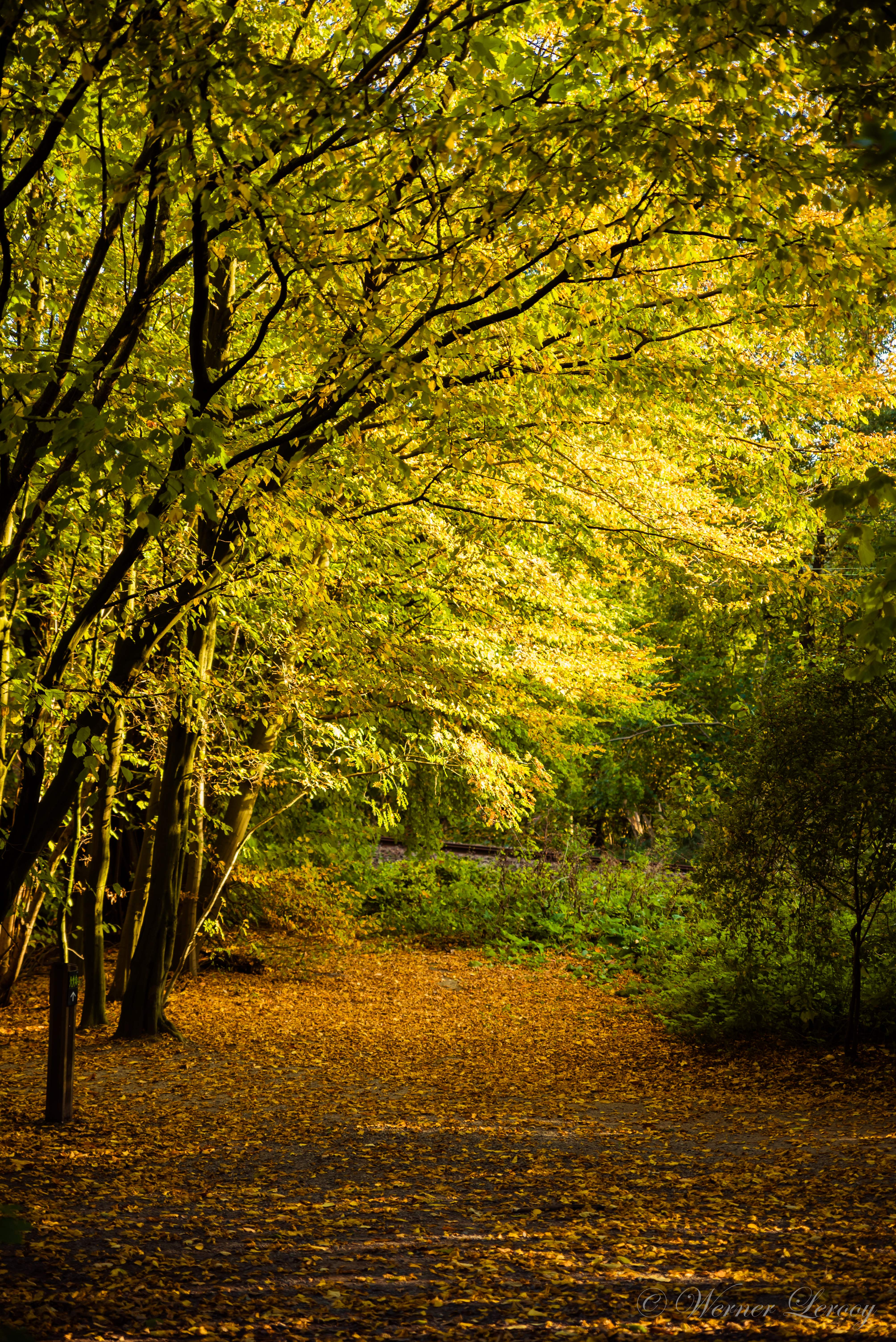
Laarbeekbos
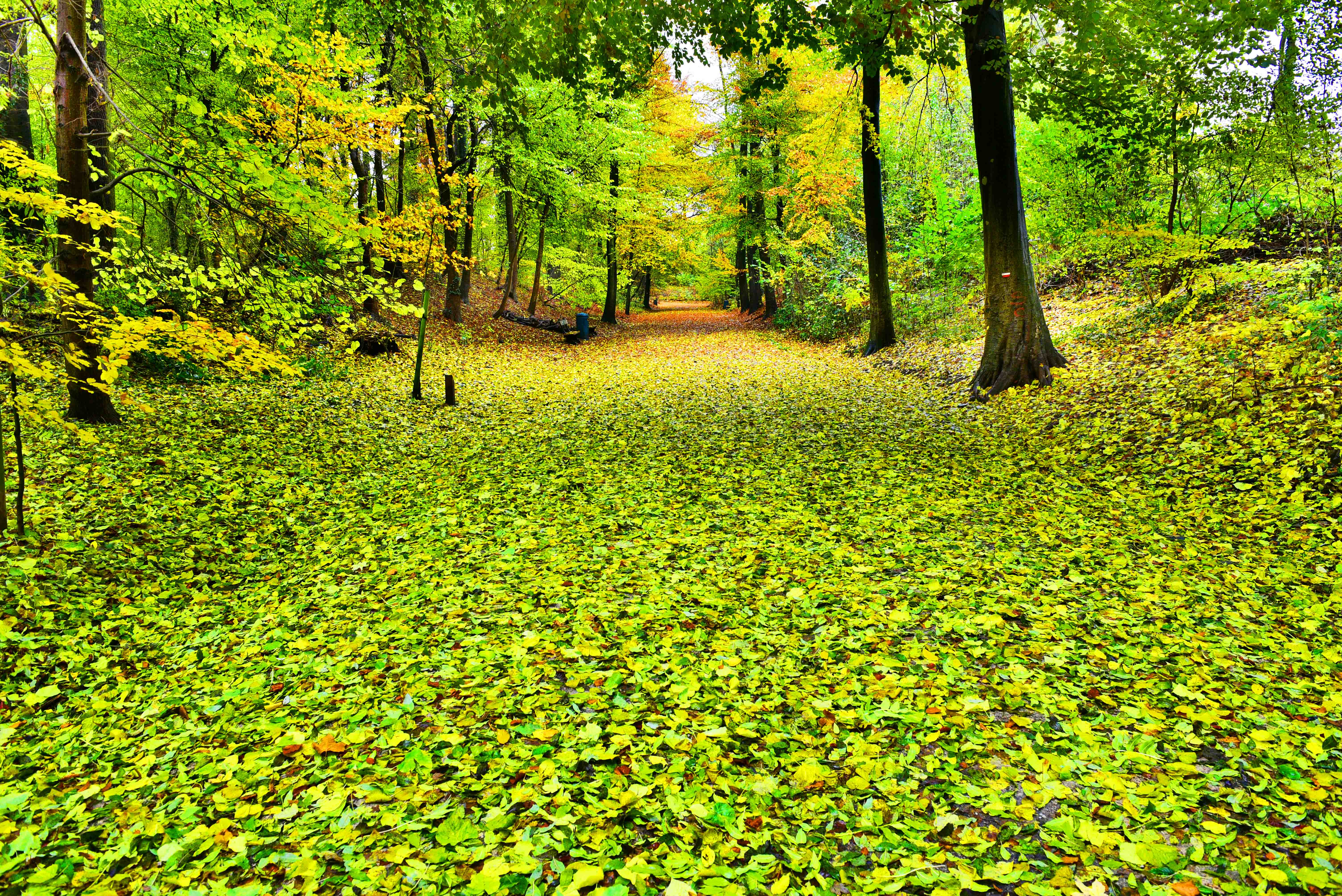
Dielegembos